# Idiops fryi
Espèce
Synonymes
- Acanthodon fryi Purcell, 1903

Idiops fryi est une espèce d'araignées mygalomorphes de la famille des Idiopidae.

## Distribution
Cette espèce est endémique d'Afrique du Sud. Elle se rencontre au Gauteng et dans l'État-Libre.

## Description
La femelle holotype mesure 35 mm.

## Étymologie
Cette espèce est nommée en l'honneur de Harold A. Fry.

## Publication originale
- Purcell, 1903 : New South African spiders of the families Migidae, Ctenizidae, Barychelidae Dipluridae, and Lycosidae. Annals of the South African Museum, vol. 3, p. 69-142 (texte intégral).